# غونزالو غارلاند
غونزالو غارلاند (بالإسبانية: Gonzalo Garland)‏ هو اقتصادي بيروفي، ولد في 17 أبريل 1959.